# Kati Agócs
Kati Ilona Agócs est née le 20 janvier 1975 à Windsor, Ontario. Elle est compositrice et enseignante en composition au Conservatoire de musique de la Nouvelle-Angleterre à Boston, Massachusetts.

## Éducation
Agócs fréquente la Juilliard School de New York où elle obtient une maîtrise et un doctorat sous la direction de Milton Babbitt. Elle est diplômée du festival de musique d'Aspen. En 2007, elle est lauréate de la bourse de composition Leonard Bernstein décernée par le Tanglewood Music Center.

## Carrière
En 2005, alors qu'elle vit à Budapest, Agócs décrit la scène de musique contemporaine hongroise pour la revue The Musical Times. Elle organise un programme d'échange entre la Juilliard School et l'Université de musique Franz-Liszt. L'hebdomadaire hongrois, Bécsi Napló reconnait sa contribution à la visibilité des compositeurs hongrois à l'étranger. En 2010, elle est compositrice en résidence pour l'Orchestre national des jeunes du Canada. 
Agócs reçoit une bourse Guggenheim en 2013,. En 2014, l'Académie américaine des arts et des lettres lui remet le prix Arts and Letters Award in Music. Son atelier de création se situe à Flatrock, Terre-Neuve, Canada.   

### Vie privée
Agócs est mariée au compositeur américain Robert Beaser (en).

## Compositions
Agócs compose des œuvres vocales, des œuvres pour orchestre et pour musique de chambre. Elle reçoit des commandes de différents orchestres, tel l'orchestre symphonique de Toronto, celui de Windsor, de Peterborough, de la Nouvelle-Écosse, ou de Terre-Neuve. 
Le Boston Modern Orchestra Project a enregistré et publié l'album The Debrecen Passion en 2016, composition pour chœur de femmes et orchestre. L'album a été nommé l'un des 10 meilleurs albums classiques de l'année 2016 par le Boston Globe. La chanson-titre de cet album a été nommé en 2017 par l'Académie canadienne des arts et des sciences de l'enregistrement pour un prix Juno, Composition classique de l'année,. 
Agócs a écrit plusieurs articles sur la musique américaine pour la revue Tempo et a également créé une édition critique de la Symphonie en la majeur de Léopold Damrosch. 

### Œuvres

#### Œuvres solo et orchestre de chambre
- Crystallography (soprano, flûte, clarinette, violon, violoncelle, piano et percussions) 2012 (Texte: Cristian Bök)[15]
- Every Lover is a Warrior (Solo harpe) 2005[16]
- Hymn (quatuor de saxophones) 2005[17]
- Imprimatur (Quatuor à cordes n° 2) 2018[18]

#### Œuvres pour orchestre / grand ensemble
- By the Streams of Babylon (Deux voix de soprano amplifiées et orchestre de chambre) 2009 (Texte: Psaume 137 en latin)[19]
- The Debrecen Passion (Douze voix de femmes et orchestre de chambre) 2015 (Texte : poèmes de Szilárd Borbély en hongrois ; Lamentations of Mary, traduction hongroise par Ferenc Molnár [fragments]; Ana B'Choach [en hébreu]; Stabat Mater Specioso [fragments, en latin]; Thou Art a Vineyard [hymne en géorgien])[20]
- Elysium (orchestre de chambre et son enregistré)[21]
- Shenanigan (orchestre) 2011[22]